# Roberto Martins

Roberto Martins (Rio de Janeiro, 29 de janeiro de 1909 — Rio de Janeiro, 14 de março de 1992) foi um compositor brasileiro.

## Biografia
Roberto Martins nasceu no Riachuelo, bairro do Rio de Janeiro. Era filho de Isaura Maria Machado e Francisco José Martins. Seu pai era comerciante e, com toda a família – a mãe e mais três irmãos – veio da cidade de Braga, em Portugal. Chegando ao Brasil, o pai fez o que todo imigrante fazia: apoiado na colônia lusitana começou a trabalhar como empregado num armazém de secos e molhados, para depois se tornar sócio e, finalmente, proprietário.
Roberto, o segundo filho do casal, ficou órfão com um ano de idade. A morte prematura do pai causou um grande abalo emocional e financeiro na família. De repente, sua mãe, muito jovem e inexperiente, teve que trabalhar para sustentar a casa. Como tocava piano muito bem, foi ganhar dinheiro tocando nos cinemas dos subúrbios do Rio de Janeiro. Essa influência musical marcou o futuro do compositor. Ouvindo sua mãe tocar, Roberto aprendeu as primeiras notas, despertando seu interesse pela música.
Mas a situação financeira continuava muito difícil, e muito cedo Roberto fazia biscates para ganhar dinheiro. Trabalhou em várias fábricas, aprendeu o ofício de empalhador, mas o abandonou para trabalhar no comércio. Sua mãe voltou a casar, e teve mais três filhos. Em 1929, Roberto entrou para a guarda-civil. Como policial passou a circular mais pela cidade, tendo oportunidade de conhecer as rodas da boemia da Lapa e da Praça Tiradentes, e enturmar-se com cantores e compositores profissionais.
Roberto Martins percorreu vários gêneros da música popular, totalizando 395 gravações, a maioria delas tipicamente brasileiras: 197 sambas, 12 sambas-canções, 97 marchas, 16 batucadas, sete chorinhos, duas marchas-rancho, um partido, dois sambas-choro, dois baiões e um samba-exaltação. A música popular estrangeira também inspirou Roberto Martins: 33 valsas, onze foxes, quatro foxes-canção, quatro boleros, duas rumbas e um tango. 
Entre seus principais intérpretes estão Francisco Alves, Carlos Galhardo, Nelson Gonçalves, Anjos do Inferno e Orlando Silva.

## Obra musical
No período em que foi policial compôs seu primeiro samba, Justiça (1929) que, embora não chegasse a ser gravado, teve sua letra publicada no livro Samba, de Orestes Barbosa. Em 1933 conseguiu que duas de suas composições fossem gravadas por Leonel Faria, na Odeon: Regenerado e Segredo.
Em 1935 Roberto Martins conseguiu gravar nove composições, consolidando em definitivo sua carreira musical. No ano seguinte, em parceria com Waldemar Silva, compôs Favela, primeiro grande êxito, interpretado por Francisco Alves.
Em 1937 foi transferido para o 5° distrito, como investigador, lá ficando até 1939, quando conseguiu licença de dois anos e não mais voltou à polícia, desempenhando a partir daí somente atividades relacionadas com a música.
O ano de 1939 foi o de seu grande sucesso, Meu Consolo É Você, escrito em parceria com Nássara. O samba foi gravado por Orlando Silva, que ganhou o concurso de músicas carnavalescas da prefeitura. No carnaval seguinte, sua batucada Cai, Cai, gravada por Joel Gaúcho, transformou-se num clássico de carnaval, continuando entre as mais tocadas em bailes durante a década de 1970.
Desde 1937, até 1945, Roberto já vinha participando como ritmista da orquestra de Simon Bountman e, em 1943, começou a trabalhar na UBC, da qual foi sócio-fundador e conselheiro permanente. No mesmo ano, com Mário Rossi, compôs Beija-me, gravada por Ciro Monteiro, e Renúncia, um dos primeiros êxitos de Nelson Gonçalves.
Em 1945 alcançou sucesso no carnaval com a marcha O Cordão dos Puxa-sacos, em parceria com Erastóstenes Frazão e gravada pelos Anjos do Inferno. Nos carnavais seguintes, a Marcha dos Gafanhotos (com Erastóstenes Frazão) e Cadê Zazá?, parceria com Ari Monteiro, foram grandes êxitos nas vozes de Albertinho Fortuna (1948).
Teve muitos outros parceiros, em composições de vários gêneros: sambas, batucadas, marchas, valsas e foxes, entre eles a valsa Aliança Partida, com Benedito Lacerda; o samba Menos Eu, com Jorge Faraj; o fox Dá-me Tuas Mãos, com Mário Lago, e a valsa Bodas de Prata, com Mário Rossi. 
O último êxito de Roberto Martins foi o samba Pedreiro Waldemar, em parceria com Wilson Batista, gravado por Blecaute em 1949. A partir daí, passaria a se engajar cada vez mais na luta pelos direitos autorais. Aposentou-se na década de 1980, afastando-se dos meios artísticos.
Em 1989 foi homenageado com o show À Roberto Martins: nos seus 80 anos de vida, música e carnaval, criado e dirigido por Ricardo Cravo Albin, no qual o compositor apareceu narrando sua vida e falando de sua obra, cantada na ocasião pela dupla Marília Barbosa e Chamon. 
No cenário atual, Roberto Martins, foi regravado por Moacyr Luz, que redescobriu os sambas Não Deves Sorrir para Mim e Leva Meu Coração, parceria com Mário Lago. Elza Soares, Thalma de Freitas e Zeca Pagodinho gravaram o samba Beija-me, parceria com Mário Rossi.
Roberto Martins faleceu no Rio de Janeiro aos 83 anos, deixando viúva Isaura e seus três filhos: Yole, Jorge Roberto e Elizabeth.